# Erie, Pennsylvania
Erie là một thành phố thuộc quận Erie, tiểu bang Pennsylvania, Hoa Kỳ. Năm 2010, dân số của xã này là 101786 người.